# Augustinci
Augustinci, službeno Red braće svetog Augustina (lat. Ordo Fratrum Sancti Augustini, skr. O.S.A.; do 1968. poznati kao Ordo eremitarum sancti Augustini ili O.E.S.A. tj. „Red eremita sv. Augustina”), prosjački katolički crkveni red, koji je nastao u ožujku 1244. godine, ujedinjenjem više pustinjačkih skupina.
Prema podatcima iz 2022., Red je brojio 2457 pripadnika (od čega 1804 svećenika) u 421 kući.
Trenutni papa Lav XIV. je augustinac.

## Povijest
Papa Inocent IV. ujedinio je 16. prosinca 1243., na njihov zahtjev, godine pustinjačke grupe s područja današnje Toskane i dijela Lacija, Lucce i Siene dvijema bulama. Bulom Praesentium vobis odredio je način izvršenja ujedinjenja, dok je bulom Incumbit nobis osnovao novi Red. Žive i djeluju prema pravilima sv. Augustina.
Augustinci osobito štuju sv. Pavla Pustinjaka kao začetnika cenobitskih grupa i pustinjaštva, ali i sv. Vilima († 1157.). Red je imao 180 samostana u Italiji, Austriji, Njemačkoj, Švicarskoj, Španjolskoj, Mađarskoj, Nizozemskoj, Belgiji, Francuskoj, Portugalu, Engleskoj i Češkoj.

## U Hrvatskoj i među Hrvatima
Na području Hrvatske bili su nazočni u samostanima na otoku Hvaru: u Sućurju, Hvaru, u špilji iznad Sv. Nedilje i Jelsi, otoku Braču, u Dubici, Gariću, Križevcima, Sinju i Makarskoj, a imaju samostane i u Rijeci (1315.), Iloku (1438.) i Vaški (15. st.) i Senju (15. st.). U Ameriku su prvi augustinci dospjeli 1533. godine.
U Hrvata se augustinci javljaju i u Bačkoj na području Subotičke biskupije. Postojale su opatije Derži (Drža, Derša), u okolici Bača. Današnju grkokatoličku katedralu Presvetog Trojstva u Križevcima prvo su koristili augustinci.

## Znanost
Neki augustinci istaknuli su se i kao znanstvenici u različitim poljima, među njima:
- Manuel María Blanco Ramos (1779.–1845.), prirodoslovac
- Antonio Llanos (1806.–1881.), prirodoslovac
- Gregor Mendel (1822.–1884.), genetičar
- Ángel Rodríguez Prada (1859.–1935.), astronom
- Edward Felix Jenkins (1906.–1991.), astronom

## Vanjske poveznice
|  | Zajednički poslužitelj ima još gradiva o temi Red svetog Augustina |

- Augustinci Hrvatska enciklopedija (LZMK)
- Augustinci Proleksis enciklopedija